# Bulldogs de Boston
Les Bulldogs de Boston (en anglais : Boston Bulldogs) sont un ancien club américain de soccer, basés à Worcester puis à Framingham au Massachusetts, et fondés en 1996. Après quatre saisons difficiles en seconde division, les Bulldogs connaissent enfin le succès au troisième niveau avec un titre de champion de la saison régulière mais n'arrive pas à concrétiser en séries. Quelques semaines plus tard, la franchise est dissoute et ne fait donc pas son retour en 2002.

## Histoire
Pour sa première saison, alors sous le nom de Worcester Wildfire, la franchise évolue en USISL Pro League, la troisième division nord-américaine. Les résultats sont très décevants puisque l'équipe s'incline à quinze reprises en seize rencontres, sa seule victoire intervenant à l'issue d'une série de tirs au but. En 1997, Worcester rejoint le niveau supérieur en intégrant la A-League mais doit faire face à de nombreuses difficultés financières et l'impossibilité à disposer d'un terrain d'entraînement sur une base régulière. Le propriétaire, John Curtis, était également à la tête des Crusaders de Cape Cod et de l'équipe féminine des Renegades de Boston. Celui-ci est forcé de vendre la franchise à l'issue de la seconde saison. Le premier entraîneur-chef du Wildfire en A-League était alors le gallois Niger Boulton qui, après sa première année à la tête de l'équipe, décide de ne pas prolonger afin d'intégrer l'organigramme de l'association de soccer junior du Mississippi comme directeur du personnel d'entraînement. Avant le début de la saison 1999, la franchise déménage à Framingham et prend le nom de Boston Bulldogs.
La franchise, à Worcester comme à Framingham, fait face à des difficultés financières liées, notamment, à sa proximité géographique avec le Revolution de la Nouvelle-Angleterre, franchise de Major League Soccer, limitant donc le soutien populaire dans la région. Ainsi, en 2000, l'affluence combinée des quatorze rencontres à domicile atteint 9 269 spectateurs, soit moins de la moitié de l'affluence moyenne de leurs rivaux de Rochester, les Rhinos de Rochester. Malgré tout, les propriétaires du club sont déterminés à implanter l'équipe à long terme et tente un partenariat avec l'Université Brandeis pour la construction d'un stade dédié au soccer mais celui-ci échoue. Ainsi, après plusieurs saisons où les finances sont déficitaires, la franchise rejoint la troisième division pour une dernière campagne avant d'être finalement dissoute.
Durant son existence, le Wildfire est aussi le club-école des Revolution de la Nouvelle-Angleterre. Dans ce cadre, de nombreux joueurs de l'élite nord-américaine sont donc prêtés mais d'autres joueurs utilisent l'équipe plutôt comme un tremplin vers ce championnat et parmi eux, on retrouve Jon Busch en 1997, qui deviendra international américain en 2005, ou encore Steve Nicol, ancien du Liverpool FC et international écossais qui évoluera comme joueur en 1999 puis comme joueur-entraîneur en 2000 et 2001.

### Historique du logo

Logo du Wildfire de Worcester entre 1996 et 1998
Logo des Bulldogs de Boston entre 1999 et 2001

### Palmarès
| Compétitions nationales                                               |
| - En USL D3 Pro League : - Champion de la Northern Conference en 2001 |

## Saisons
| Année | Ligue             | Niv. | Saison régulière | Séries       | Affluence | US Open Cup    |
| ----- | ----------------- | ---- | ---------------- | ------------ | --------- | -------------- |
| 1996  | USISL Pro League  | 3    | 9e, Northeast    | Non qualifié | 558       | Non qualifié   |
| 1997  | A-League          | 2    | 6e, Northeast    | Non qualifié | 1 539     | Non qualifié   |
| 1998  | A-League          | 2    | 5e, Northeast    | Non qualifié | 320       | Troisième tour |
| 1999  | A-League          | 2    | 6e, Northeast    | Non qualifié | 547       | Non qualifié   |
| 2000  | A-League          | 2    | 5e, Northeast    | Non qualifié | 662       | Non qualifié   |
| 2001  | USL D3-Pro League | 3    | 1er, Northern    | Demi-finale  | 715       | Non qualifié   |

## Personnel

### Joueurs notables
| - Jon Busch - Simon Elliott - Sam Franklin - Stephen Grant | - Avery John - John Kerr, Jr. - Ryan Lucas - Elías Montes | - Methembe Ndlovu - Steve Nicol - Tom Poltl - William Renderos Iraheta |

### Entraîneurs
En 1997, c'est le gallois Nigel Boulton qui guide l'équipe à travers sa première saison en A-League. L'année suivante, l'international américain John Kerr, Jr. prend son poste tout en évoluant comme joueur. Il conserve alors son poste jusqu'en 1999 avant d'être remplacé en cours de saison par Steve Nicol, qui a notamment évolué au Liverpool FC, et qui demeure en fonction pour les dernières saisons de la franchise.

## Stades
- Foley Stadium à Worcester (1996)[5] ;
- W. Leo Shields Memorial Field à Hyannis (1996)[5] ;
- Bowditch Stadium de l'Université d'État de Framingham à Framingham (1999-2001)[6]